# Éric Burgaud
Pour les articles homonymes, voir Burgaud.
Le colonel Éric Burgaud, né le 29 juin 1962 à Dinan, est un officier supérieur français ayant servi au Liban, au Tchad et en Côte d'Ivoire, et commandé le 13e bataillon de chasseurs alpins.

## Biographie
Il nait le 29 juin 1962 à Dinan. Saint-cyrien de la promotion « Général de Montsabert » (1982-1985), à la sortie de l'École d'application de l'infanterie il choisit le 13e bataillon de chasseurs alpins.
Il y sert pendant sept années, tout d'abord comme chef de section de combat, puis comme commandant la 3e compagnie de combat de 1991 à 1993.
Durant cette affectation, il effectue une opération extérieure et une mission de courte durée : la première au sein de la Force intérimaire des Nations unies au Sud Liban (FINUL) d'avril à octobre 1988 à la tête d'une section de combat. En 1988, les forces de maintien de la paix des Nations Unies reçoivent le Prix Nobel de la paix. La seconde en Nouvelle-Calédonie d'avril à juillet 1993 comme commandant d'unité.
Il quitte le 13e BCA pour un séjour de trois ans à Paris à l'État-major de l'armée de terre (EMAT), au sein du Bureau organisation-effectifs (BOE).
Durant cette période, il prépare le concours d'accès à l'enseignement militaire supérieur du second degré qu'il réussit en 1996. Après une année au Cours supérieur d'État-major (CSEM), il est stagiaire de la 110e promotion du Collège interarmées de Défense (CID). Il rejoint le 1er septembre 1998 le 27e BCA pour y prendre la fonction de chef du Bureau opérations instruction durant trois années.
En 1999, il sert au Tchad comme adjoint Terre au bureau emploi de l'état-major interarmées puis, en 2000, au Kosovo comme chef du bureau planification (G5) de la Brigade multinationale Nord.
À l'issue, il est affecté à la Direction du personnel militaire de l'Armée de terre (DPMAT), au Bureau études générales, à la section sous-officiers durant trois ans.
Le 2 juillet 2004, il prend le commandement du 13e BCA à Chambéry.
À partir de février 2004, tout en restant chef de corps du 13e BCA, il est nommé commandant du Groupement Interarmées no 2 à l'ouest de la République de Côte d'Ivoire, en pleine guerre civile. Il commandera ainsi 800 hommes jusqu'en juin 2005, sur un territoire grand comme 35 départements français.
Le colonel Éric Burgaud était chevalier de l'ordre national de la Légion d'honneur et chevalier de l'ordre national du Mérite, et est titulaire de la croix de la valeur militaire avec une citation. Il est chef d'unité de haute montagne.
Il est marié et père de deux enfants.

### Affaire Mahé
Le 7 décembre 2012, il est condamné par la cour d'assises de Paris à cinq ans de prison avec sursis pour complicité du meurtre de Firmin Mahé, en tant que donneur d'ordre. Au cours de ce procès, il expliquera avoir agi sur ordre du général Henri Poncet, tout en assumant la « totale responsabilité » de ses actes. Cependant, deux ans plus tôt, le tribunal aux armées de Paris avait définitivement acquitté le général. Dans cette affaire, l'adjudant-chef qui a étouffé l'Ivoirien a été condamné à 4 ans de prison avec sursis, et un brigadier-chef, pour complicité de meurtre, à un an de prison avec sursis.
À la suite de sa condamnation définitive et sur décision du Grand Chancelier de la Légion d'honneur, le colonel Éric Burgaud est privé définitivement de Légion d'honneur et de l'ordre national du Mérite, par deux arrêtés parus mercredi 15 janvier 2014 au Journal officiel.